# Clathria typica
Clathria typica är en svampdjursart som först beskrevs av Lendenfeld 1888.  Clathria typica ingår i släktet Clathria och familjen Microcionidae. Inga underarter finns listade i Catalogue of Life.